# Csehország történelme
Csehország történelme a mai Csehország területének történetével foglalkozik az őskortól a mai Cseh Köztársaság modernkori történetéig.

## Az őskorban és az ókorban
A mai Csehország területén az őskorban jóval kevesebben éltek, mint a délebbi, melegebb vidékeken, ám mindamellett szép számú lelet került elő a középső paleolitikumtól kezdve (főleg Morvaország területén).

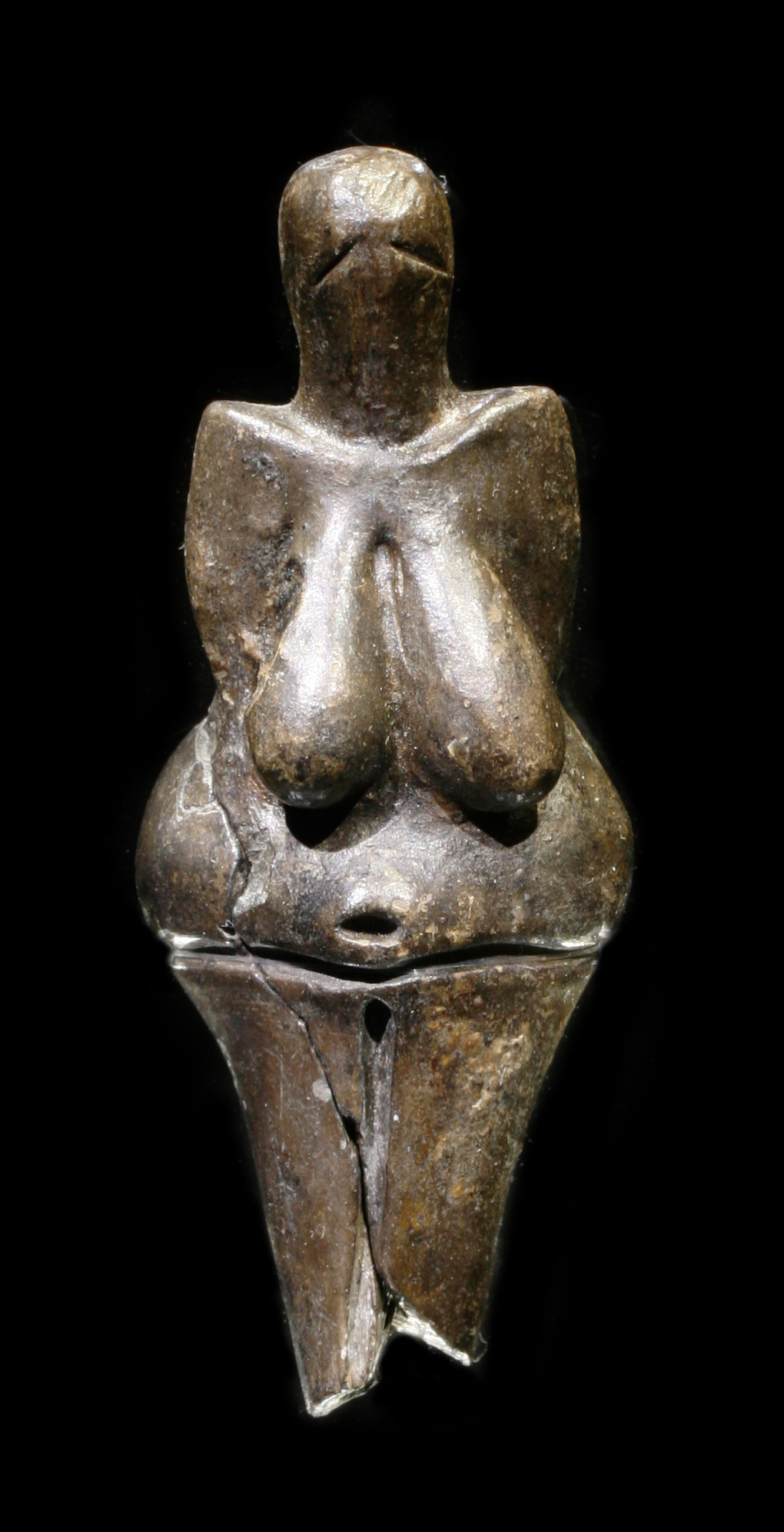
A 25.000 éves Dolní Věstonice-i vénusz agyagszobrocska

Az i. e. 2. évezredben Csehország a La Tène-kultúra befolyása alatt állt. Az első nem csak ásatásokra alapozó ismeretek az i. e. 2. századból valók, ekkor a kelta boiok ellenőrizték a területet. Valószínűleg innen ered Csehország másik elnevezése, a latin Bohemia is. A kelták az i. e. 1. században a hódító germán törzsek elől elvándoroltak. A helyüket a szvéb törzsszövetségbe tartozó nyugati germán törzsek foglalták el, köztük a markomannok, akik i. e. 80 körül érkeztek ide.
A Római Birodalom határa Dunánál volt, így különösebb hatása nem volt a területre. A népvándorlás során Csehország területén az úgynevezett keleti germán népek is megfordultak, köztük a legfontosabbak a vandálok és a keleti gótok voltak.

## A kora középkorban
Az 5. századtól kezdve jelentek meg Csehország területén a szláv törzsek, ám a legnagyobb hullámban csak a 6. században érkeztek. Az első államszervezet Csehország területén Szamo fejedelemsége volt, amely az avarok hatalmát volt hivatott ellensúlyozni. A fejedelemség Szamo 658-as halálát követően felbomlott.
A 8. század végére a terület a Frank Birodalom határmezsgyéjére került. Ekkor alakult ki egy újabb hatalom a térségben, a Morva Fejedelemség („Nagymorva Birodalom”), amely a mai Morvaország területén helyezkedett el. Ekkor kezdődött meg a kereszténység terjedése Morvaországban, főként a Frank Birodalom nyomására. A frank befolyás ellensúlyozására Bizánc a szláv nyelveket is beszélő Cirill és Metód hittérítőket küldte. Ezzel párhuzamosan, 880 körül kezdett kialakulni a Frank Birodalom vazallusaként működő Cseh Fejedelemség is. A Morva Fejedelemség végül a magyarok jövetelével bomlott fel.

## Cseh Fejedelemség

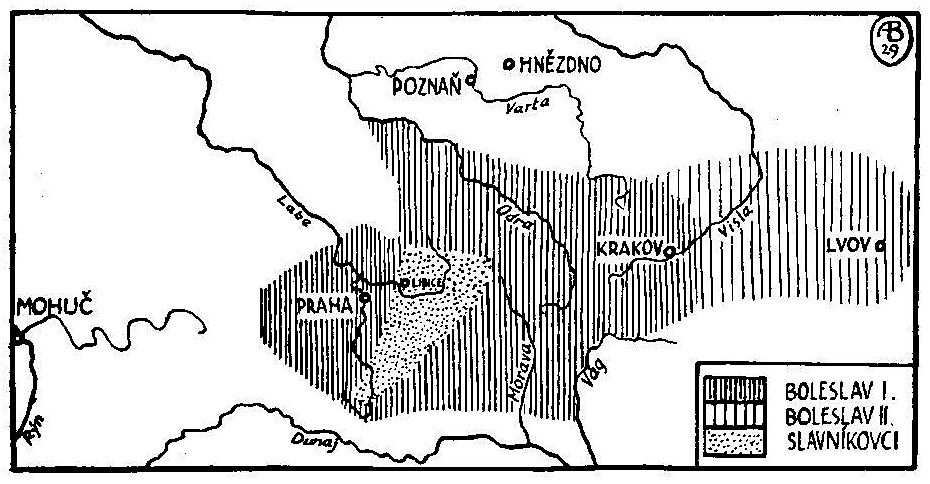
A Cseh Fejedelemség a X. században

Az első cseh állam egy kis fejedelemség volt, amely a 9. században a mai Prága környékén, az akkori Nagy-Morva Birodalom közelében jött létre. A birodalom 907-es bukása után a hatalom központja Morvaország helyett a Přemysl-ház központja, Prága lett. 929-ben a Přemysl-házi I. Vencel cseh fejedelem uralma alatt folytatódott a kereszténység terjedése.
Az egykori fejedelemség területén az első kőépületet Levý Hradecben tárták fel. Ezt a körtemplomot I. Bořivoj fejedelem (ur. 872–894) építtette (~884), miután morva területen Metód püspök megkeresztelte. Ezidőben Levý Hradec vára volt a Přemysl-ház uralkodóinak központja. A rotunda a Morva Fejedelemségben megjelent egy apszisos típusú. A templom hajója alatt több sírt is feltártak, tehát valószínűleg ez volt az uralkodó család temetkező helye. Hasonló komplexum található a Budeč-emlékhelyen a mai Prága központjától 17 km-rel északnyugatra is, sok sírral. A tizenegy évszázados Szent Péter és Pál-templom a Cseh Köztársaság legrégibb, ma is álló épülete. 1967-ben a földvárat és a rotundát kulturális műemlékké nyilvánították.
A terület 1002-től a Német-római Birodalomhoz tartozott.
1030-ban a cseh fejedelmek bekebelezték Morvaországot, majd 1085-től II. Vratiszláv cseh fejedelem átmenetileg a király címet is elnyerte, de 1092-től a cseh uralkodók ismét fejedelmi rangban voltak a német–római császár hűbéresei.

## Cseh Királyság

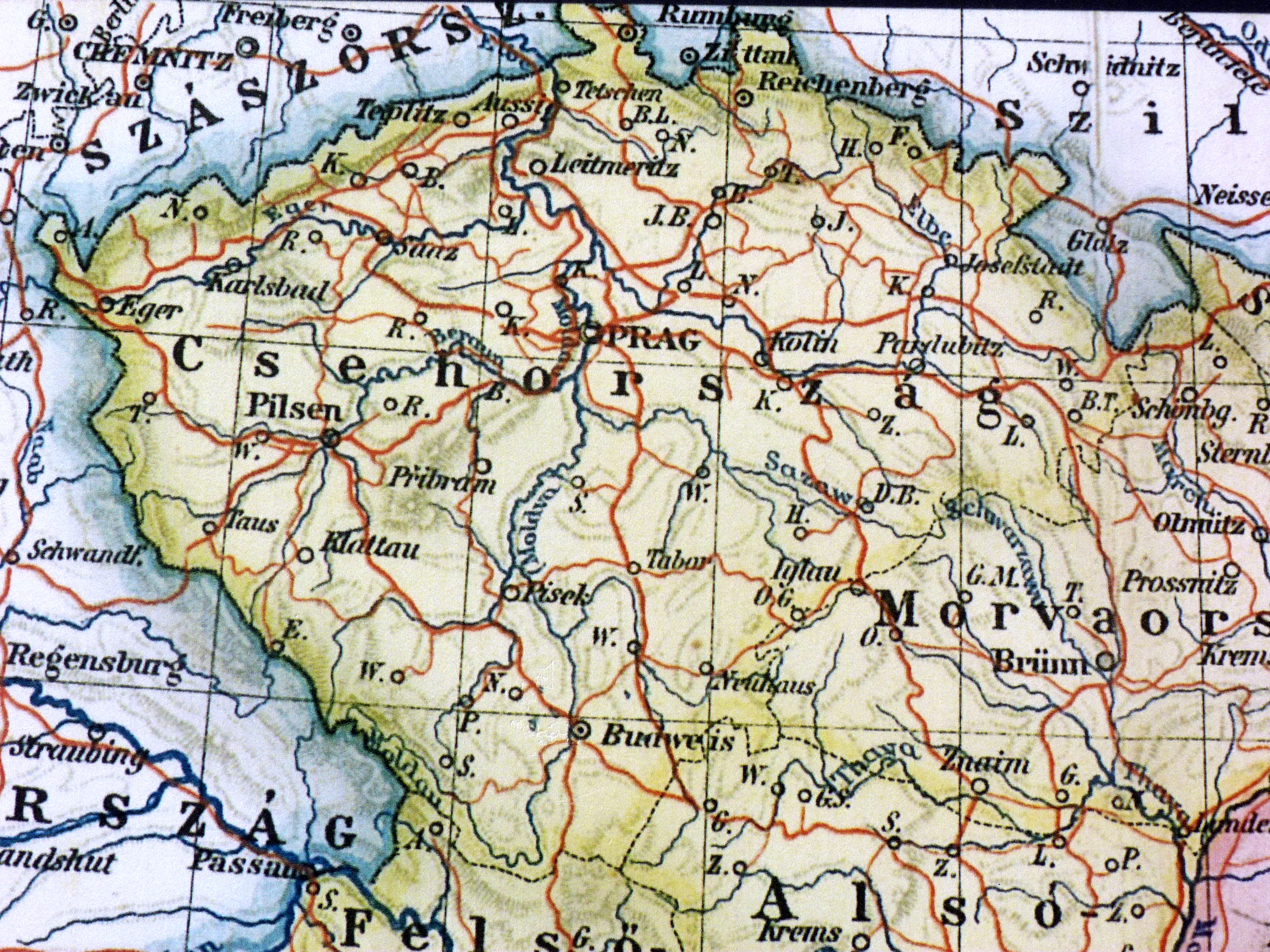
Csehország

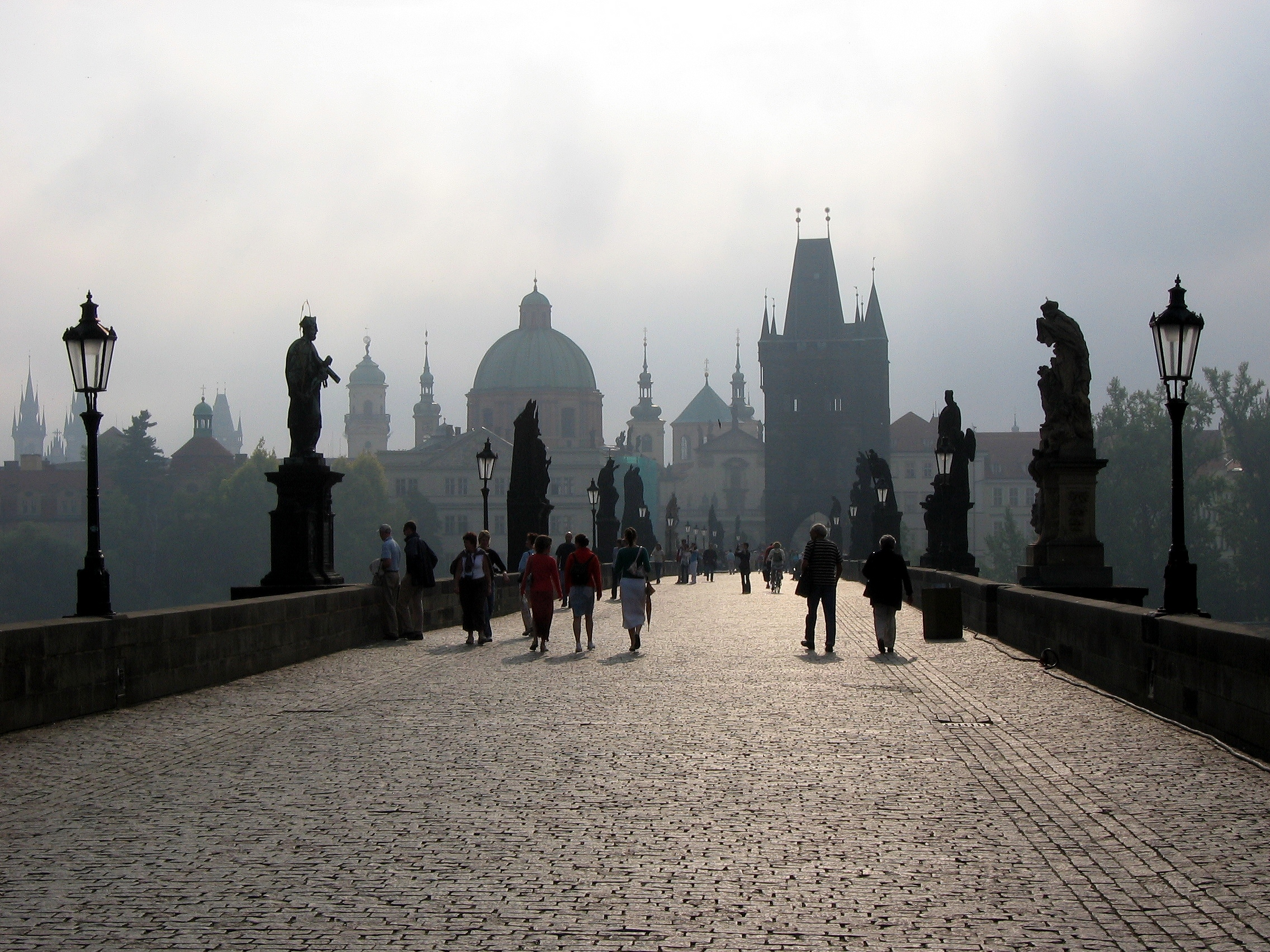
A híres Károly híd Prágában

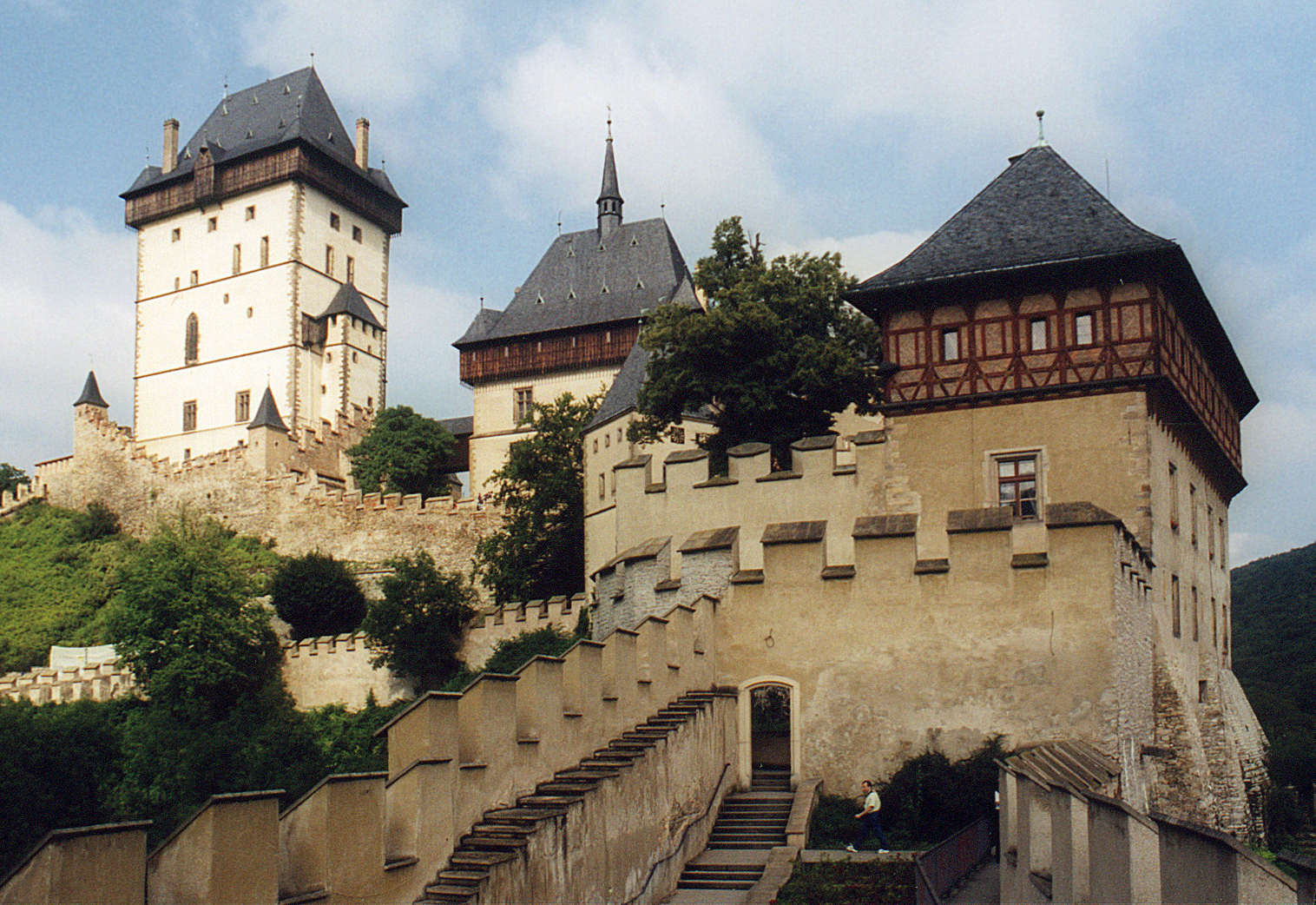
Karlštejn vára

1198-ban I. Ottokár (1198–1230) került hatalomra, aki 1212-ben szerezte meg az örökös királyi rangot. Uralkodása idején Csehország komoly fejlődésnek indult, unokája, II. Ottokár befolyása alá került Ausztria. II. Ottokár pályázott a német-római császári címre, ám Habsburg Rudolf – IV. (Kun) László magyar király segítségével – 1278-ban a morvamezei csatában legyőzte őt, és meggátolta efféle törekvéseit. A 13. században sok német telepes érkezett Csehországba, felfejlesztve a nagy középkori városokat, mint Kutná Hora, Jihlava vagy Németbrod (a mai Havlíčkův Brod). 1306-ban kihalt a Přemysl-dinasztia, a helyét a Luxemburg-ház vette át. Megkezdődött Csehország aranykora.
A csehek legjelentősebb uralkodójuknak I. Károlyt (1347–1378, (IV. Károly német-római császárt) tartják, aki óriási fellendülést hozott az ország életébe, amely a Luxemburg-ház uralkodásának idején elérte legnagyobb kiterjedését. Új közigazgatást szervezett, létrehozta a prágai érsekséget. 1348-ban megalapította a prágai Károly Egyetemet, a Német-római Birodalom, és egyúttal Közép-Európa első egyetemét. Prága hamar Európa egyik kulturális központjává vált. Rengeteg földet juttatott az egyháznak – később ezek visszaadása lett a husziták egyik fő követelése. A huszita háborúk idején az országot egész Európa kereskedelmi embargóval sújtotta.
Csehország a mohácsi csata után a Habsburgok birodalmának része lett és maradt 1918-ig.

## Habsburg örökös tartomány
A katolikus–protestáns ellentétek miatti prágai defenesztráció 1618-ban vezetett a harmincéves háború kitöréséhez. A csehországi felkelésben vívott fehérhegyi csata, 1620 után Csehország elvesztette addigi különállását és a Habsburgok örökös tartományává nyilvánították. Morvaországnak is ez lett a sorsa külön tartományként. Ezzel együtt tovább központosították a vezetést, és erőszakkal mindenki németesíteni, illetve katolicizálni akartak. A Német-római Birodalom 1806-os felbomlását követően a történelmi Csehország a Habsburg Birodalom részévé vált. A cseh területeken alakultak ki a birodalom ipari központjai.
Földjén a harmincéves háború és a napóleoni háborúk fontos csatáit vívták. A 19. században a cseh nemzeti mozgalom megerősödött, de ugyanakkor Prága a német kultúra igen jelentős központja is volt.
1848-ban a prágai forradalom kétszakaszos volt. Az első, sikeresnek tűnő szakaszban a kormány egyenjogúsította a cseh nyelvet (amivel felháborította a csehországi németeket). Felszabadították a csehországi jobbágyokat.
Ezután a csehek megpróbálták megakadályozni, hogy Ausztria részt vegyen a Frankfurtban a Német Szövetség parlamentjében. František Palacký ausztro-szláv koncepciójának lényege az volt, hogy Délkelet-Európát csak az önálló Ausztria mentheti meg az antiliberális barbár orosz óriástól. E koncepció jegyében 1848. április 11-i levelében Palacký elutasította a frankfurti Vorparlament meghívását. A 46 cseh többségű választókerület elutasította a követek megválasztását, azokat csak a 22 német többségű kerületben választották meg.
A május 15-i bécsi eseményeket felhasználva a cseh nacionalisták egy pillanat alatt szakítottak a demokrácia eszméjével, és magukat próbálták az udvar védelmezőiként feltüntetni. Függetlenítették magukat a bécsi kormánytól, és Leo Thun május 29-én kormányt alakított a nemzeti komité tagjaiból. Május 31-re összehívták a prágai szláv kongresszust, amely június 2-án kezdett ülésezni soraiban egyebek közt a szélsőségesen magyarellenes[forrás?] szlovák nacionalista Pavel Jozef Šafárikkal és az anarchista világforradalmár Mihail Alekszandrovics Bakunyinnal, aki élesen szembefordult a kompromisszumokra törekvő Palackýval. A lakosság hangulata mindinkább radikalizálódott, és június 12-én kirobbant a pünkösdi felkelés (květnová revoluce), amit a lakosság német többsége nem támogatott. A felkelést hat nap múlva leverte a városba csapataival benyomuló Windisch-Grätz herceg. A megtorlás részeként a cseheknek korábban megadott kedvezmények jelentős részét visszavonták, de a nemzeti öntudat a század második felében erősödött.
Ezután a cseh nemzeti mozgalom meghatározó része békés úton próbálta elérni céljait. Küldötteik részt vettek a bécsi és kremsieri alkotmányozó gyűléseken, majd a birodalom képviseletében és politikai életében. A monarchiát azonban nem sikerült trialista (osztrák–magyar–cseh) szövetséggé tenniük, ezért az első világháború alatt teret nyert a nemzeti függetlenség és a „csehszlovák nemzet“ eszméje. A világháború alatt az emigrációban ténykedő cseh és szlovák politikusok — jelesül Tomáš Garrigue Masaryk, Edvard Beneš és Milan Rastislav Štefánik stb. — idővel elérték, hogy az antant támogassa célkitűzéseiket. Ebben szerepet játszottak a főképp Franciaországban, Olaszországban és kiváltképp Szibériában a cseh és szlovák hadifoglyokból, önkéntesekből és dezertőrökből szervezett csehszlovák alakulatok, a „csehszlovák légiók“.

## Csehszlovákia része

Csehszlovákia 1928-ban

A független Csehszlovák Köztársaságot 1918. október 28-án kiáltották ki Prágában. A csehekhez két nappal később Turócszentmártonban csatlakoztak a szlovák politikusok. Az új államnak fegyveresen is meg kellett harcolnia területéért:
- A német többségű Szudétavidék vezetői ugyanis szintén kinyilvánították régiójuk önrendelkezését, és Németországhoz kívántak csatlakozni. Ellenállásukat a formálódó csehszlovák hadsereg az antanthatalmak jóváhagyásával decemberben letörte.
- A sziléziai Cieszyn vidékéért 1919 januárjában Lengyelországgal kellett megharcolni. A hétnapos háborúnak nevezett konfliktusban Csehszlovákia szerezte meg a vitatott terület nagyobb az Olza folyótól délre elterülő részét. Ennek megfelelően Cieszyn városát az 1920 júliusában megkötött megállapodással kettéosztották. A két ország kapcsolata jóvátehetetlenül megromlott.[6]
- A legkomolyabb összeütközésre Magyarországgal került sor. A csehszlovák vezetés már 1918 novemberében csapatokat küldött a pontosan még nem definiált „szlovák területek“ birtokba vételére, de ezt a próbálkozást a magyarok visszaverték. Az antanthatalmak jóindulatában és a békekonferenciában indokolatlanul bízó Károlyi-kormány azonban az év végén kivonta a magyar alakulatokat a Dunától és Ipolytól északra fekvő térségből, ahová bevonultak a csehszlovákok, és a Tanácsköztársaság kikiáltása után már erről a vonalról indulva támadták meg Magyarországot. Az újjászervezett Vörös Hadsereg szétverte a támadó ékeket, majd az ún. északi hadjáraton egészen Bárfáig nyomult előre. Ekkor Clemenceau francia miniszterelnök megígérte, hogy ha a Vörös Hadsereget visszavonják a korábbi demarkációs vonalra, akkor visszavonulnak a románok is, és az eddig el nem ismert, gazdasági blokád alatt álló tanácskormányt meghívják a békekonferenciára. A Vörös Hadsereget visszavonták, a Felvidék Csehszlovákia részeként Szlovákiává alakult.

Az új állam részei Csehország, Morvaország, Szilézia, Szlovákia és Kárpátalja voltak jelentős német, magyar, lengyel és ruszin nyelvű kisebbséggel. 1933 után Csehszlovákia volt Közép- és Kelet-Európa egyetlen demokratikus berendezkedésű állama, amelyben a gazdaság központja Csehország volt. Mivel azonban nem biztosítottak semmiféle területi vagy politikai autonómiát a kisebbségeknek, erőteljes támogatói lettek minden törekvésnek, amelynek Csehszlovákia felbomlasztása volt a célja. A szlovák jobboldal is önálló irányításra törekedett.
Adolf Hitler e körülményt használta ki és Konrad Heinlein Szudétanémet Nemzeti Szocialista Pártjának támogatásával megszerezte a nagyrészt német nyelvű Szudétavidéket az 1938-as müncheni egyezménnyel. Lengyelország magához csatolta a lengyelek által lakott Český Těšín környékét (Zaolzie). Magyarország az első bécsi döntés nyomán Szlovákia és Kárpátalja egy részét kapta meg.
Szlovákia és Kárpátalja ugyanekkor autonómiát kapott, az államot átnevezték „Cseh-Szlovákiára”. Szlovákia 1939 márciusában különvált és a Német Birodalmat kiszolgáló klérofasiszta szatelitállammá vált. A maradék cseh területet megszállta Németország és létrehozta ott az úgynevezett Cseh–Morva Protektorátust. A protektorátus a Harmadik Birodalom része volt, elnöke és miniszterelnöke a náci birodalmi protektor alárendeltje volt. Kárpátalja Kárpátukrán Köztársaság néven 1939. március 15-én kinyilvánította függetlenségét, de ugyanaznap megszállta Magyarország és másnap saját területéhez csatolta. A németek körülbelül 390 000 csehszlovák állampolgárt, közte 83 000 zsidót megöltek vagy kivégeztek, százezreket küldtek börtönbe, koncentrációs táborba vagy kényszermunkára. Prágától északra Terezínben német koncentrációs tábor működött. A náci megszállás elleni cseh ellenállási mozgalom legnevezetesebb tette Reinhard Heydrich náci vezető meggyilkolása volt Prága elővárosában 1942. május 27-én. A száműzetésben működő csehszlovák kormány és hadserege a szövetségesek oldalán harcolt (Nagy-Britanniában, Észak-Afrikában, a Közel-Keleten és a Szovjetunióban). A front áthaladtával a németekkel szövetséges csapatok is érkeztek az ország területére, köztük magyar honvédek is. Egyes esetekben a magyar honvédek átálltak a felkelő cseh lakosság oldalára, például Zlatá Korunában. A megszállás 1945. május 9-én ért véget a szovjet és amerikai csapatok érkeztével és a prágai felkeléssel.
1945-1946-ban csaknem az egész csehszlovákiai német kisebbséget, mintegy 2 700 000 embert[forrás?], kitelepítettek Németországba és Ausztriába. A még ottmaradottak és az 1945 nyarán elkövetett tömeggyilkosságokat túléltek közül németek tízezreit börtönözték be, küldték büntetőtáborba vagy kényszermunkára. Mintegy 250 000 német maradhatott Csehszlovákiában. Ők a nácikkal szembeni ellenállás aktív résztvevői voltak, illetve nélkülözhetetlenek a gazdasági életben. Később többségük emigrált, vagy asszimilálódott. A magyarokkal szemben hasonló bánásmód érvényesült, őket is megfosztották minden állampolgári joguktól. Az intézkedések alapja az úgynevezett Beneš-dekrétumok voltak, amelyek máig érvényesek, és terhelik egyfelől Csehország és Németország, másfelől Szlovákia és Magyarország viszonyát.
A szovjetek által szervezett népszavazás eredményeként Kárpátalja nem tért vissza csehszlovák uralom alá, hanem az Ukrán Szovjet Szocialista Köztársaság része lett 1946-ban, mint annak Kárpátontúli területe.
Csehszlovákia nehéz körülmények között próbálta eljátszani a kelet és nyugat közötti híd szerepét. Gyorsan nőtt Csehszlovákia Kommunista Pártjának népszerűsége. Ennek oka volt a csalódás a Nyugatban a müncheni egyezményben játszott szerepe miatt és az általános szovjetbarát érzelem azon szerep miatt, amit a németek alóli felszabadításban játszottak. Az 1946-os választásokon a szavazatok 38%-ával a kommunistáké lett a legnagyobb párt a csehszlovák parlamentben. Gyorsan konszolidálódtak a viszonyok. Döntő lépés történt 1948 februárjában. Az akkori eseményeket a kommunisták forradalomnak, az antikommunisták hatalomátvételnek nevezik. A kommunista Népi Milícia átvette az ellenőrzést Prága kulcsfontosságú létesítményei fölött és új, tisztán kommunistákból álló kormány alakult.
A következő negyvenegy évben Csehszlovákia kommunista ország volt a keleti blokkon belül. A társadalomban jelentős átalakulás történt. A kommunista kormány teljesen államosította az árutermelést és bevezette a tervgazdaságot. A gazdaság gyorsan nőtt az 1950-es és 1960-as években, lassabban az 1970-es években és növekedési problémákba ütközött az 1980-as években. Az 1950-es években rendkívül elnyomó politika érvényesült (számos kirakatpert rendeztek), valamivel nyitottabb és toleránsabb az 1960-as években. Ennek csúcspontja az 1968-as prágai tavasz volt Alexander Dubček vezetésével, amikor megpróbálták létrehozni az "emberarcú szocializmust" és közel kerültek a politikai pluralizmus bevezetéséhez. Ennek erőszakkal vetett véget a Varsói Szerződés csapatainak 1968. augusztus 21-i bevonulása, amelyben Románia nem vett részt. 1989-ig a politikai vezető réteg visszatért az elnyomás politikájához, minden rendelkezésére álló eszközzel kényszerítette ki a lakosság passzivitását.
Bár a többi ország katonáit hamarosan kivonták, a szovjet csapatok 1991-ig az országban maradtak. 1989 novemberében a békés bársonyos forradalommal Csehszlovákia visszatért a demokráciához. A bársonyos forradalom napja, november 17. nemzeti ünnep.

## Cseh Köztársaság
| Bohémia | Morvaország | Cseh-Szilézia |

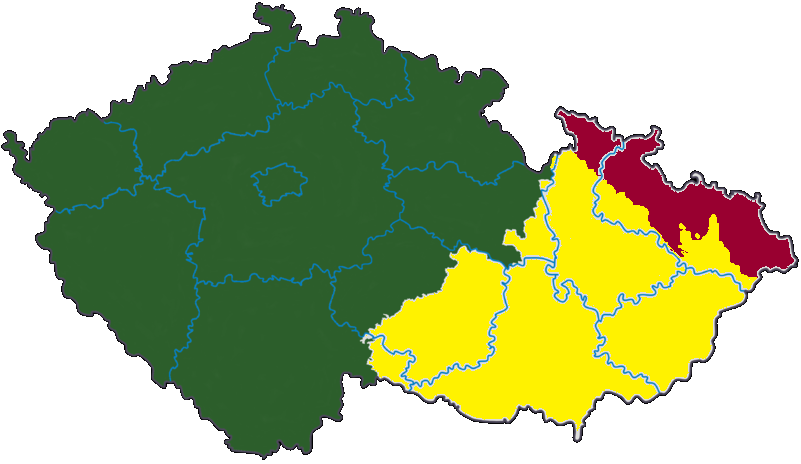
Csehország történelmi régiói

A szlovák nemzeti törekvések egyre erősödtek 1993. január 1-jéig, amikor békésen különvált Csehország és Szlovákia. Mindkét országban gazdasági reformokat vezettek be és privatizáltak a piacgazdaság kialakítása érdekében. Ennek eredményeként Csehország nagy gazdasági fejlődésnek indult, nagyrészt a Németországból beérkező befektetőknek köszönhetően. Demokratikus politikával és sikeres gazdaságpolitikával elérték azt, hogy a cseh főváros, Prága legyen Közép-Európa egyik legnagyobb pénzügyi központja, valamint leglátogatottabb városa.
1991-től a Cseh Köztársaság a visegrádi négyek tagja (eredetileg nem saját jogán, hanem Csehszlovákia részeként), 1995-től az OECD-nek is tagja. A Cseh Köztársaság a NATO-hoz 1999. március 12-én, az Európai Unióhoz 2004. május 1-jén, Magyarországgal és Szlovákiával azonos időpontban csatlakozott.
2006-ban Csehország lett a KGST egykori tagállamai közül az első, melyet a Világbank fejlett országnak nyilvánított. Kelet-Közép-Európában itt a legmagasabb az emberi fejlettségi index, a rangsor szerint nagyon magas emberi fejlettségű ország. Ez az ország Európa kilencedik legbékésebb országa, a régiójában pedig itt a legjellemzőbbek a demokratikus értékek, és itt a legkisebb a csecsemőhalandóság. Csehország többpárti parlamentáris képviseleti demokrácia, az Európai Unió, a NATO, a OECD, az EBESZ, az Európa Tanács, és a Visegrádi Együttműködés tagja.

## Ajánlott irodalom
- Radomír Pleiner a kolektív 1978: Pravěké dějiny Čech. Praha.
- Vladimír Podborský 1993: Pravěké dějiny Moravy.